# Freddie Webster
Frederic „Freddie“ Webster (* 8. Juni 1916 in Cleveland, Ohio; † 1. April 1947 in Chicago) war ein amerikanischer Jazztrompeter des Swing und Bebop.
Webster arbeitete in seiner Heimatstadt Cleveland 1938 in der Big Band von Earl Hines und hatte seine eigene Band, mit der er durch Ohio tourte (häufig mit Tadd Dameron), bevor er Ende der 1930er Jahre nach New York City zog. Dort arbeitete er bei Benny Carter (1939/40), Cab Calloway, Earl Hines (1941), Jimmie Lunceford (1942/3), Lucky Millinder (1942, 1944), John Kirby und anderen Bandleadern des Swing. Er begleitete auch die junge Sängerin Sarah Vaughan bei zwei Versionen des von ihm komponierten Song Reverse the Charges. Bei den Jam-Sessions der Bebop-Musiker in Minton’s Playhouse war er regelmäßig dabei und wurde zum Vorbild von Musikern wie Dizzy Gillespie, Kenny Dorham oder des jungen Miles Davis, wie dieser später in seiner Autobiographie vermerkte. „Er hatte einen großartigen breiten Ton wie Billy Butterfield, ohne Vibrato“, schrieb Miles Davis (der bei ihm Unterricht nahm und ihm seinerseits auf der Juilliard School Erlerntes weitergab); Kenny Dorham lobte seinen „big pretty sound“ und Dizzy Gillespie lobte Websters Spiel sogar als wohl besten Sound auf der Trompete seit ihrer Erfindung.
Trotz der Anerkennung seiner Kollegen (Bud Powell benannte seine Komposition „Webb City“ nach ihm) blieb Webster der große Erfolg versagt; nach kurzen Gastspielen in der Band von Gillespie (1945) sowie bei Jazz at the Philharmonic starb er an einem Herzanfall im Chicagoer Strode Hotel (im Hotelzimmer von Sonny Stitt, mit dem er auftrat); es wurde auch über eine Heroin Überdosis spekuliert, die Schuld an seinem frühen Tode gewesen sein soll. Sonny Rollins’ Album Saxophone Colossus enthält den Titel „Strode Rode“, der sich auf das Hotel bezieht, in dem Freddie Webster starb.
Von Freddie Webster existieren nur wenige Aufnahmen, die seinen individuellen Stil adäquat wiedergeben; drei Aufnahmesessions stehen dafür repräsentativ: Sarah Vaughans Aufnahmen für das Label Musicraft am 7. Mai 1946, Aufnahmen in der Band von Frank Socolow und Bud Powell für das Label Duke am 2. Mai 1945 sowie Radio-Mitschnitte der Jimmy Lunceford Band im Sommer 1943.
Er nahm weiterhin u. a. mit Earl Hines, Lucky Millinder, Benny Carter, Billie Holiday (1944), Georgie Auld, Louis Jordan, Billy Eckstine auf.